# Terminal Spirit Disease
Terminal Spirit Disease är tredje studioalbumet av svenska death metal-bandet At the Gates. Albumet spelades in i februari 1994 och släpptes i juli samma år. Det återutgavs 2003, då med tre bonusspår, två liveinspelningar av Neverwhere och Beyond Good and Evil samt en demoversion av The Architects.

## Låtlista
1. "The Swarm" – 3:28
2. "Terminal Spirit Disease" – 3:38
3. "And the World Returned" – 3:06
4. "Forever Blind" – 3:58
5. "The Fevered Circle" – 4:11
6. "The Beautiful Wound" – 3:52
7. "All Life Ends" (Live) – 5:16
8. "The Burning Darkness" (Live) – 2:15
9. "Kingdom Gone" (Live) – 5:02

Digipack-nysläppet 2003 innehåller dessutom tre liveinspelningar från bandets live in studio-session för MTV Europe 1993.
1. "Neverwhere (live)"
2. "Beyond Good and Evil (live)"
3. "The Architects (demo)"

## Medverkande

### Bandmedlemmar
- Tomas Lindberg - sång
- Anders Björler - gitarr
- Jonas Björler - bas
- Adrian Erlandsson - trummor
- Martin Larsson - gitarr

### Gästmusiker
- Peter Andersson - cello
- Ylva Wahlstedt - violin